# Tanque el Jagüey
Tanque el Jagüey är en ort i Mexiko.   Den ligger i kommunen San Luis Potosí och delstaten San Luis Potosí, i den centrala delen av landet, 300 km nordväst om huvudstaden Mexico City. Tanque el Jagüey ligger 1 841 meter över havet och antalet invånare är 639.
Terrängen runt Tanque el Jagüey är varierad. Runt Tanque el Jagüey är det tätbefolkat, med 550 invånare per kvadratkilometer. Närmaste större samhälle är San Luis Potosí, 13,3 km väster om Tanque el Jagüey. Omgivningarna runt Tanque el Jagüey är i huvudsak ett öppet busklandskap.